# Koji Yoshimura
Koji Yoshimura (吉村 光示 Yoshimura Koji?), född 13 april 1976 i Kochi prefektur, är en japansk före detta fotbollsspelare.
Yoshimura började sin karriär 1995 i Sanfrecce Hiroshima. 1997 flyttade han till Vissel Kobe. Han spelade 181 ligamatcher för klubben. 2004 flyttade han till Oita Trinita. Efter Oita Trinita spelade han för Avispa Fukuoka, Yokohama F. Marinos och FC Gifu. Han avslutade karriären 2008.